# دوفيتيليد
دوفيتيليد (بالإنجليزية: Dofetilide)‏ هو دواء يُستعمل في علاج:
- رجفان أذيني[10][11]
- رفرفة أذينية[11]
- اضطراب نظم قلبي[11]
- أمراض القلب[11]

## دوره
يلعب هذا الدواء دورًا في علاج الأمراض كونه:
- مضاد اضطراب النظم

## التداخلات الدوائية
يتداخل دوائيًا مع:
```
أميودارون
، 
وأناغريليد
، 
وأكسيد الزرنيخ الثلاثي
، 
وأستيميزول
، 
وأزيثرومايسين
، 
وبيبريديل
، 
وكلوروكين
، 
وكلوربرومازين
، 
وسيسابريد
، 
وسيتالوبرام
، 
وكلاريثروميسين
، 
وكوكايين
، 
وديسوبيرامايد
، 
ودومبيريدون
، 
ودروبيريدول
، 
وإريثروميسين
، 
وإسيتالوبرام
، 
وفليكاينيد
، 
وهالوبيريدول
، وإيبوتيليد، وميزوريدازين، 
وميثادون
، 
وموكسيفلوكساسين
، 
وأوندانسيترون
، 
وبينتاميدين
، 
وبيموزيد
، 
وبروبوكول
، 
وبروكاييناميد
، 
وكوينيدين
، 
وسيفوفلوران
، 
وسوتالول
، 
وسبارفلوكساسين
، 
وسلبيريد
، وثيوريدازين
```